# Esonucleasi
Le esonucleasi sono enzimi che idrolizzano il mRNA iniziando la loro azione da un'estremità libera e procedendo gradualmente lungo la catena polinucleotidica, liberando un singolo nucleoside monofosfato per volta.
Questi enzimi possono iniziare l'idrolisi dei legami fosfodiesterici dall'estremità OH-3' libera della catena polinucleotidica e procedere, quindi, in direzione 3'→5', oppure dall'estremità P-5' e procedere in direzione 5'→3'. Il taglio all'estremità 3' produrrà un filamento più corto, con una nuova estremità 3'OH libera, rilasciando un nucleoside 5'-monofosfato,  viceversa il taglio all'estremità 5' produrrà un filamento con una nuova estremità P-5' libera e un nucleoside 3'-monofosfato. In questo modo l'azione dell'enzima può progredire fino alla digestione completa della catena.
Molte DNA polimerasi, come la DNA polimerasi I dei batteri, posseggono anche attività esonucleasica, generalmente in direzione 3'→5', e grazie a questa proprietà possono correggere errori di appaiamento che si verificano durante la replicazione del DNA